# Saint-Étienne-des-Oullières
Saint-Étienne-des-Oullières là một xã thuộc tỉnh Rhône trong vùng Auvergne-Rhône-Alpes phía đông nước Pháp. Xã này nằm ở khu vực có độ cao trung bình 248 mét trên mực nước biển.